# Греко-римская борьба на летних Олимпийских играх 1964 — до 87 кг
Соревнования по греко-римской борьбе в рамках Олимпийских игр 1964 года в среднем весе (до 87 килограммов) прошли в Токио с 16 по 19 октября 1964 года в «Komazawa Gymnasium».
Турнир проводился по системе с начислением штрафных баллов. За чистую победу штрафные баллы не начислялись, за победу по очкам борец получал один штрафной балл, за ничью два штрафных балла, за поражение по очкам три штрафных балла, за чистое поражение — четыре штрафных балла. Борец, набравший шесть штрафных баллов, из турнира выбывал. Трое оставшихся борцов выходили в финал, где проводили встречи между собой. Встречи между финалистами, состоявшиеся в предварительных схватках, шли в зачёт. Схватка по регламенту турнира продолжалась 10 минут с перерывом в одну минуту после пяти минут борьбы. Была отменена обязательная борьба в партере; теперь в партер ставили менее активного борца.
В среднем весе боролись 20 участников. Самым молодым участником был 21-летний Чеслав Квециньский, самым возрастным 33-летний Хулио Граффинья. 
Явного фаворита в категории не было: чемпион мира Тевфик Кыш травмировался и не принимал участия в соревнованиях, а из других борцов никто не поднимался на высшие ступени пьедестала крупных международных соревнований, но было много призёров как олимпийских игр, так и чемпионатов мира. Победитель определился уже в пятом круге. Им стал Бранислав Симич, оставшийся после пятого круга единственным, имеющим право на дальнейшее участие в турнире. Он принёс Югославии первую золотую медаль в олимпийской борьбе. Двое из выбывших: Лотар Метц и Иржи Корманик имели по 6 штрафных баллов, и между ними была проведена встреча за «серебро», которую выиграл Корманик. Метц в дополнение к серебряной медали Олимпийских игр 1960 года получил бронзовую медаль, а на следующих играх добавит к ним золотую. 

## Призовые места
- Бранислав Симич (YUG)
- Иржи Корманик (TCH)
- Лотар Метц (EUA)

## Первый круг
| Штрафных баллов | Участник 1            | Результат   | Участник 2               | Штрафных баллов |
| --------------- | --------------------- | ----------- | ------------------------ | --------------- |
| 2               | Валентин Оленик (URS) | Ничья       | Георге Попович (ROU)     | 2               |
| 1               | Лотар Метц (EUA)      | По очкам    | Чеслав Квециньский (POL) | 3               |
| 1               | Стиг Перссон (SWE)    | По очкам    | Раймонд Шуммер (LUX)     | 3               |
| 0               | Иржи Корманик (TCH)   | Туше (4:03) | Кэндзиро Хираки (JPN)    | 4               |
| 1               | Явуз Селекман (TUR)   | По очкам    | Иштван Рашкови (AUS)     | 3               |
| 1               | Макс Кобельт (SUI)    | Туше (5:55) | Фернандо Гарсия (PHI)    | 3               |
| 0               | Крали Бимбалов (BUL)  | Туше (2:22) | Ли Ги Ёль (KOR)          | 4               |
| 1               | Пентти Пункари (FIN)  | По очкам    | Хулио Граффинья (ARG)    | 3               |
| 1               | Бранислав Симич (YUG) | По очкам    | Геза Холлоши (HUN)       | 3               |
| 1               | Уэйн Бауманн (USA)    | По очкам    | Ганпат Андхалкар (IND)¹  | 3               |

¹ Снялся с соревнований

## Второй круг
| Штрафных баллов | Участник 1            | Результат   | Участник 2               | Штрафных баллов |
| --------------- | --------------------- | ----------- | ------------------------ | --------------- |
| 5               | Кэндзиро Хираки (JPN) | По очкам    | Раймонд Шуммер (LUX)     | 6               |
| 3               | Иштван Рашкови (AUS)  | Туше (3:47) | Фернандо Гарсия (PHI)    | 7               |
| 2               | Лотар Метц (EUA)      | По очкам    | Георге Попович (ROU)     | 5               |
| 1               | Крали Бимбалов (BUL)  | По очкам    | Пентти Пункари (FIN)     | 4               |
| 2               | Явуз Селекман (TUR)   | По очкам    | Макс Кобельт (SUI)       | 4               |
| 3               | Валентин Оленик (URS) | По очкам    | Чеслав Квециньский (POL) | 6               |
| 3               | Геза Холлоши (HUN)    | Туше (3:21) | Ли Ги Ёль (KOR)          | 8               |
| 1               | Бранислав Симич (YUG) | Туше (1:26) | Хулио Граффинья (ARG)    | 7               |
| 2               | Иржи Корманик (TCH)   | Ничья       | Стиг Перссон (SWE)       | 3               |
| 1               | Уэйн Бауманн (USA)    | Пропускал   |                          |                 |

## Третий круг
| Штрафных баллов | Участник 1            | Результат   | Участник 2            | Штрафных баллов |
| --------------- | --------------------- | ----------- | --------------------- | --------------- |
| 4               | Валентин Оленик (URS) | По очкам    | Лотар Метц (EUA)      | 5               |
| 5               | Стиг Перссон (SWE)    | Ничья       | Кэндзиро Хираки (JPN) | 7               |
| 3               | Иржи Корманик (TCH)   | По очкам    | Иштван Рашкови (AUS)  | 6               |
| 4               | Явуз Селекман (TUR)   | По очкам    | Крали Бимбалов (BUL)  | 3               |
| 3               | Геза Холлоши (HUN)    | Туше (9:28) | Макс Кобельт (SUI)    | 8               |
| 3               | Бранислав Симич (YUG) | По очкам    | Пентти Пункари (FIN)  | 7               |
| 6               | Георге Попович (ROU)  | По очкам    | Уэйн Бауманн (USA)    | 5               |

## Четвёртый круг
| Штрафных баллов | Участник 1            | Результат   | Участник 2           | Штрафных баллов |
| --------------- | --------------------- | ----------- | -------------------- | --------------- |
| 5               | Валентин Оленик (URS) | По очкам    | Уэйн Бауманн (USA)   | 8               |
| 5               | Лотар Метц (EUA)      | Туше (9:51) | Стиг Перссон (SWE)   | 9               |
| 4               | Иржи Корманик (TCH)   | По очкам    | Явуз Селекман (TUR)  | 7               |
| 5               | Геза Холлоши (HUN)    | Ничья       | Крали Бимбалов (BUL) | 5               |
| 3               | Бранислав Симич (YUG) | Пропускал   |                      |                 |

## Пятый круг
| Штрафных баллов | Участник 1            | Результат | Участник 2            | Штрафных баллов |
| --------------- | --------------------- | --------- | --------------------- | --------------- |
| 4               | Бранислав Симич (YUG) | Ничья     | Валентин Оленик (URS) | 7               |
| 6               | Лотар Метц (EUA)      | По очкам  | Крали Бимбалов (BUL)  | 8               |
| 6               | Иржи Корманик (TCH)   | Ничья     | Геза Холлоши (HUN)    | 7               |

## Финал
| Штрафных баллов | Участник 1          | Результат | Участник 2       | Штрафных баллов |
| --------------- | ------------------- | --------- | ---------------- | --------------- |
|                 | Иржи Корманик (TCH) | По очкам  | Лотар Метц (EUA) |                 |